# Tikei
Tikei también denominado Manu, Tikai o Tiku, es una isla del archipiélago de las Tuamotu situada en el grupo de las Islas del Rey Jorge en Polinesia Francesa.

## Geografía
Tikei está ubicada a 68 km al sudeste de Takaroa y 77 km de Takapoto, los atolones más cercanos, así como a 582 km al noreste de Tahití. Pertenece a la comuna de Takaroa. Es una isla coralina oval de 3,9 km de longitud y 1,6 km  de anchura máxima, de una superficie de 4 km² sin ninguna laguna interior y con un punto culminante a tres metros de altitud sobre el nivel del mar.
Durante muchos años, existió una población en el pueblo de Tereporepo, aunque en la actualidad la isla sólo está habitada de forma eventual.

## Historia
La primera referencia a esta isla por un europeo fue hecha por el marinero holandés Jakob Roggeveen el 8 de mayo de 1722, nombrándola Belrekieglijk Eiland, al día siguiente su segundo oficial, el alemán Carl Friedrich Behrens le da el nombre de isla Carlshoff. El 20 de abril de 1816, el ruso Otto von Kotzebue desembarca en ella y la llama Isla Romanzov en homenaje al mecenas de su expedición. Éste volverá al atolón el 8 de marzo de 1824.
En el siglo XIX, Tikei pasa a ser territorio francés, contando en aquella época con una población de aproximadamente treinta habitantes dedicados a la producción de aceite de coco (con aproximadamente diez barriles por año hacia 1860).

## Economía
La isla, cubierta de una espesa vegetación, es explotado por sus cocos y la copra de manera estacional.

## Fauna y flora
Tikei es un lugar de nidificación para numerosas especies de aves.